# 水野秀方
水野 秀方（みずの ひでかた、明治8年〈1875年〉 - 昭和19年〈1944年〉）とは、明治時代から昭和時代にかけての女性浮世絵師。

## 来歴
水野年方の門人。本姓は市川。後に年方の妻となって水野姓を名乗り秀方と号す。
作画期は明治後期から昭和にかけてで、主に女性らしい肉筆浮世絵の美人画や挿絵を描いた。
明治40年（1907年）12月に博文館から刊行された『幼年画報』第2巻16号の「オ祖父サン」という挿絵などを、市川秀方の名義で描いている。
女性でありながら年方門下の塾頭となり、年方の没後も塾を経営し、秀方自身も画名を上げ各種の画会において受賞を果たした。享年70。

## 作品
- 「つげの花」 絹本著色　福富太郎コレクション資料室　明治30年代
- 「西王母図」　紙本淡彩
- 「舟渡図」 　絹本着色
- 「家庭の花」 錦絵12枚揃 明治40年